# Haut-Canada
Pour les articles homonymes, voir Canada (homonymie).
Pour l’article ayant un titre homophone, voir Ô Canada.
26 décembre 1791 – 10 février 1841
(49 ans, 1 mois et 15 jours)
Entités précédentes :
- Province de Québec

Entités suivantes :
- Province du Canada

La province du Haut-Canada (en anglais : Province of Upper Canada) est une ancienne colonie britannique qui correspond à l'actuelle partie méridionale de l'Ontario. Elle est créée en 1791 par l'Acte constitutionnel dont la principale conséquence est la division de la province de Québec (1763-1791) en Haut-Canada et Bas-Canada. Le Haut-Canada existe sur le plan légal et politique de 1791 jusqu'à l'adoption de l'Acte d'union en juillet 1840 réunissant à nouveau ces deux colonies. Son territoire est reconstitué en 1867 ; à cette date, il est intégré à deux autres colonies de l'Amérique du Nord britannique pour créer le Canada, pays indépendant membre de l'Empire britannique (dominion), et devenir la province de l'Ontario.

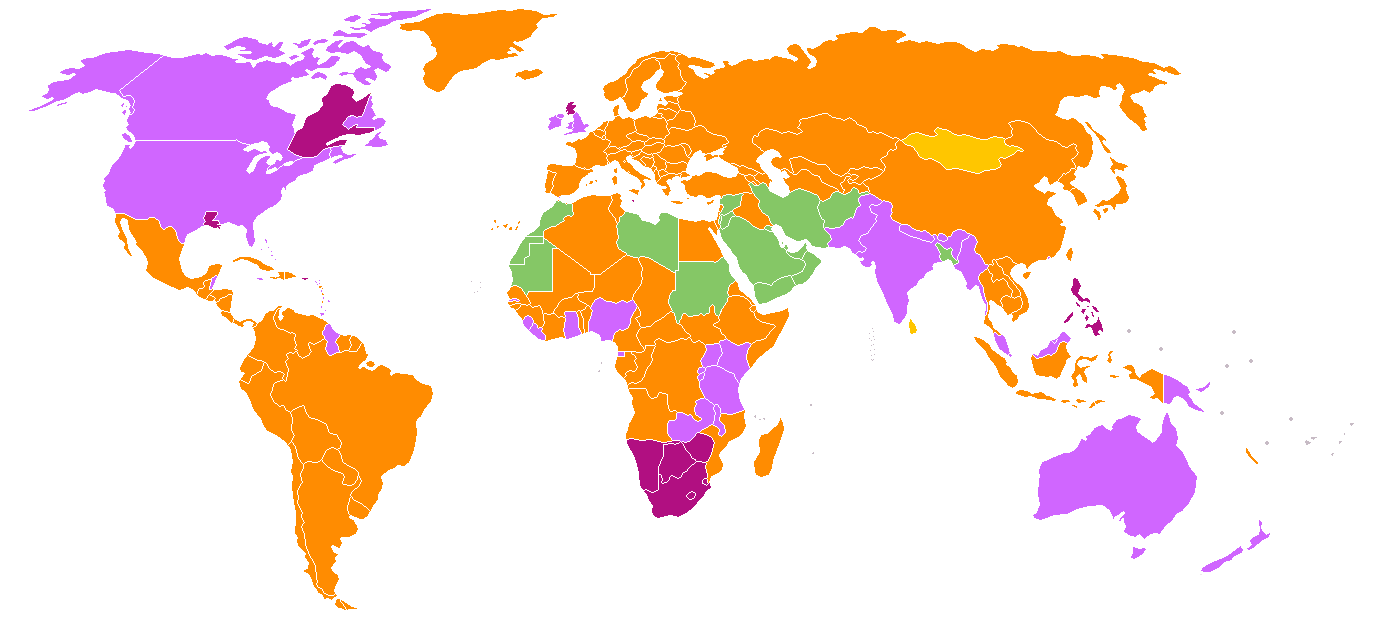
Le système juridique du Haut-Canada n'était pas mixte comme au Bas-Canada ou ailleurs dans l'empire.

## Histoire
Le Haut-Canada était caractérisé par son mode de vie anglais fidèle à la couronne britannique, où les lois civiles et criminelles n'étaient pas mixtes comme au Bas-Canada ou ailleurs dans l'empire britannique. Cette division était volontairement créée en 1791 afin garantir l'exercice des mêmes droits et privilèges dont bénéficient les loyaux sujets partout ailleurs dans les colonies de l'Amérique du Nord. 

### Création de comtés
Le Haut-Canada a créé les premiers comtés en 1792 aux fins d'administration des élections et de la milice. Ceux-ci ont servi de base à l'arpentage et à la création des cantons, de même qu'à l'enregistrement foncier. Les comtés faisaient partie des districts.

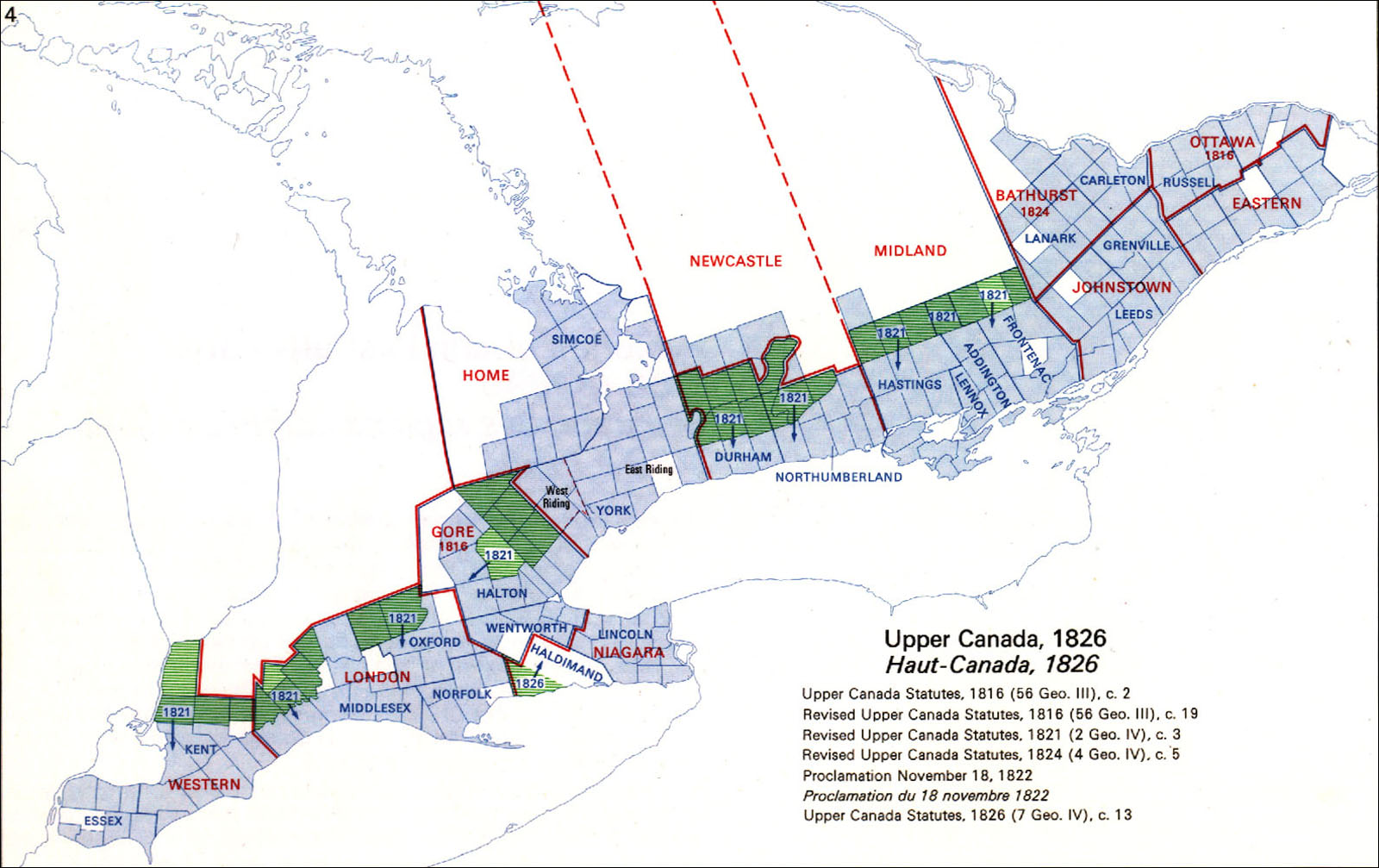
Une carte du Haut-Canada en 1826.

### Première Assemblée législative du Haut-Canada
Le 17 septembre 1792, le lieutenant-gouverneur John Graves Simcoe préside la toute première séance des élus de l’Assemblée législative du Haut-Canada, à Newark (maintenant Niagara-on-the-Lake).

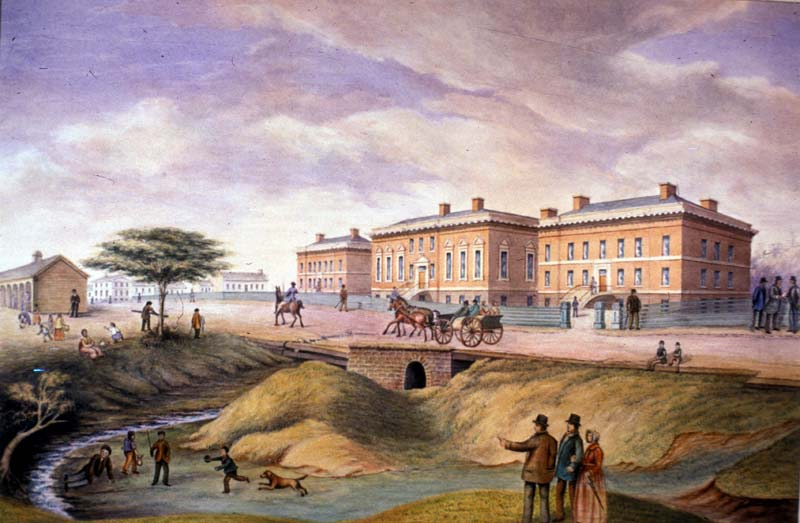
La première Assemblée législative du Haut-Canada a eu lieu en 1792. Ici, le troisième édifice parlementaire du Haut-Canada dans les années 1830.

### Restriction de l’esclavage
Sous le régime du gouverneur John Graves Simcoe, peu après sa création, le Haut-Canada devient en 1793 la première colonie britannique à passer une loi dans le but de restreindre l'esclavage, nommée Act Against Slavery (Un acte contre l'esclavage),. Entre 1830 et 1860, environ 30 000 esclaves africains-américains s'enfuirent par le chemin de fer clandestin pour se réfugier dans le Haut-Canada (et le Canada-Uni).

### Démographie
Après la Guerre d'indépendance des États-Unis, quelque 50 000 colons américains qui étaient restés fidèles à la couronne britannique ou qui avaient fait un service militaire dans des régiments loyalistes britanniques ont dû quitter la nouvelle république. Environ 6 000 de ces loyalistes furent installés dans les régions au sud-ouest de Montréal, sur les rives du fleuve Saint-Laurent et la rivière Niagara et au bord nord du lac Ontario. Cette population, de langue anglaise et de voir s'établir une colonie réglée par les lois et les institutions britanniques qui leur étaient familières.
Le Haut-Canada reçut plusieurs immigrants provenant des États-Unis pendant longtemps après la Guerre de l'Indépendance. De loyauté plus douteuse, ces nouveaux arrivants de la Nouvelle-Angleterre ou de New York furent attirés par les bonnes terres agricoles.
Un autre aspect démographique du Haut-Canada est l'établissement d'une église catholique romaine en marge de l’influence dominante du territoire qui était protestante. Les dirigeants catholiques du Haut-Canada ont estimé que les catholiques formaient presque un quart de la population de ce territoire. La plupart des catholiques venaient d'Irlande, mais il y avait un établissement catholique considérable à Glengarry, un certain nombre des pionniers canadiens français dans la région de la rivière Détroit et le long de la vallée, ainsi qu’une petite communauté catholique allemande dans le comté de Waterloo.

### Guerre anglo-américaine
Le Haut-Canada joua un rôle important dans la Guerre anglo-américaine de 1812, étant sujet à plusieurs tentatives d'invasion par les Américains. La ville de York (aujourd'hui Toronto), la ville capitale, fut pillée et détruite en 1812 par l'armée américaine. Pourtant, les Britanniques, aidés par des milices du Haut-Canada, arrêtèrent les Américains à la bataille de Queenston Heights. La plupart des nouveaux colons américains restaient neutres pendant le conflit, quoique quelques individus aidèrent de façon active le côté américain.
Après la fin des guerres contre Napoléon la province reçoit une forte immigration d'Angleterre, de l'Écosse, et d'Irlande.

### Rébellion
Au Haut-Canada une rébellion dirigée par William Lyon Mackenzie a éclaté en 1837. Elle avait comme ses origines plutôt un désir d'arracher le contrôle des institutions du gouvernement des mains du Family Compact et l'établissement d'une assemblée plus démocratique organisée selon les principes de gouvernement responsable.
Le libéral anglais Lord Durham eut pour tâche d'enquêter sur ces évènements et conclut que la seule solution était de réunir le Haut et Bas-Canada.

## Lieutenant-gouverneur du Haut-Canada
Il y a eu depuis 1791 dix-sept Lieutenant-gouverneur du Haut-Canada. Le premier était John Graves Simcoe de 1791 à 1796 et le dernier Charles Poullet Thompson.

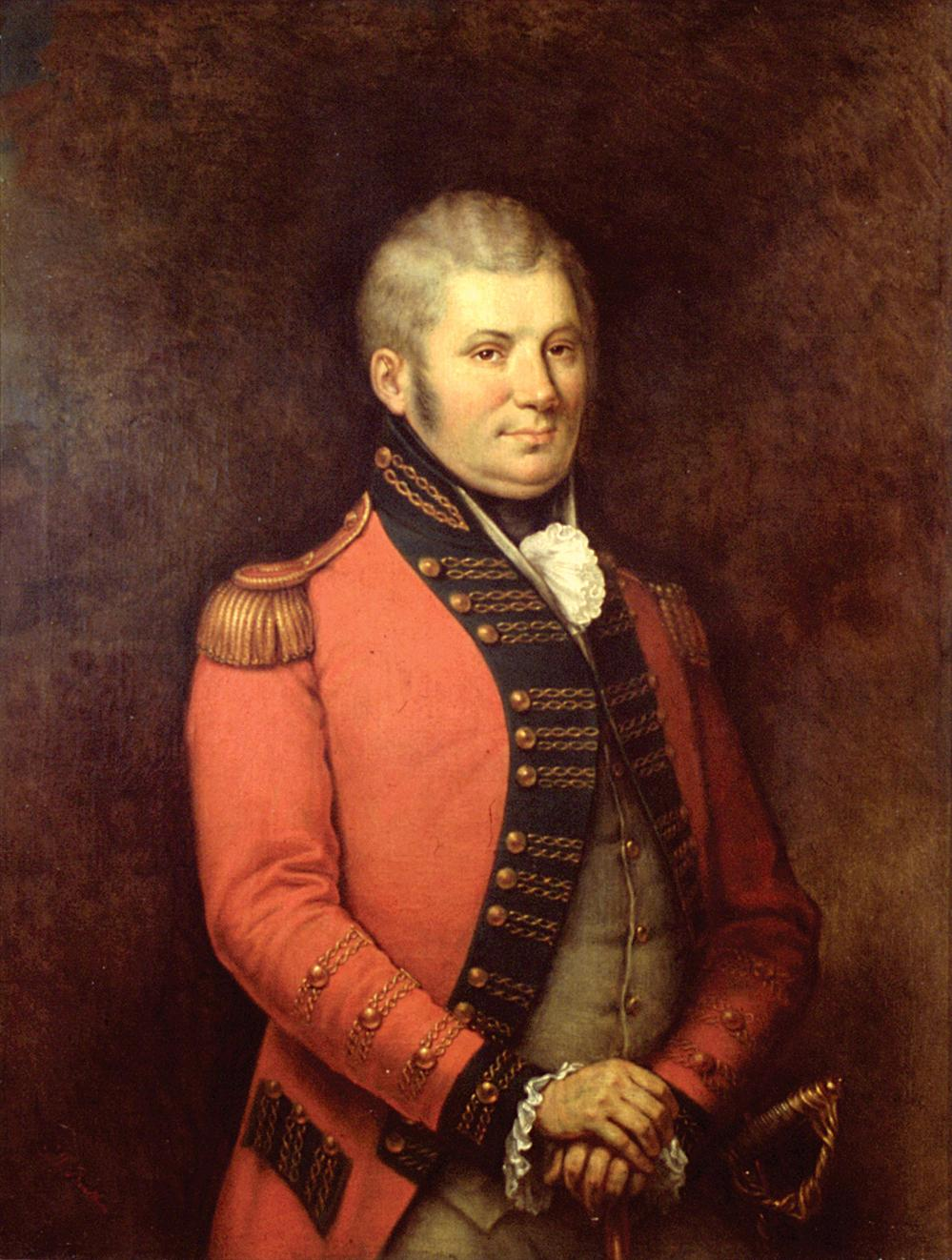
Le Major général John Graves Simcoe.